# شركة مشاريع الترفيه السعودية
شركة مشاريع الترفيه السعودية (SEVEN) هي الذراع الاستثماري والتنفيذي لصندوق الاستثمارات العامة في قطاع الترفيه، بدأت أعمالها في الربع الأول من عام 2018م، وتهدف لبناء المشاريع الترفيهية الكبرى والمستدامة في السعودية، من خلال الاستثمار والتطوير والتشغيل لمختلف المشاريع والمقاصد الترفيهية بالشراكة مع مستثمرين محليين وعالميين.

## قطاعات الشركة
- السينما، وتعد شركة مشاريع الترفيه السعودية، الجهة الأولى التي تحصل على رخصة تشغيل دور العرض السينمائي في المملكة والتي أطلقت أولى استثماراتها بالشراكة مع أكبر مشغل للسينما في العالم مع شركة Cinemas AMC، وتسعى لتطوير وتشغيل أكثر من 50 دار سينما حتى 2020.
- المجمعات الترفيهية، وجرى الإعلان عن موقع أول مجمع ترفيهي في ديسمبر 2018 في مدينة الرياض وكذلك المجمع الثاني في الرياض في مارس 2019.
- مدن الملاهي.
- المراكز العائلية المتخصصة.[5]

## روابط خارجية
- شركة مشاريع الترفيه السعودية- الموقع الرسمي.